# Varel (motorfiets)
Varel is een historisch Duits merk van bromfietsen en scooters.
De bedrijfsnaam was: Motorenwerk Varel GmbH, Varel.
Varel maakte in 1952 en 1953 kleine scooters en bromfietsen van 43 cc en scooters met 99 cc Mota-tweetaktblok. Men moet ook eigen motor-blokken ontwikkeld hebben, want deze werden ook gebruikt door het Nederlandse merk MZ ('t Zandt). In 1953 veranderde de Duitse wetgeving: door de invoering van de Moped was er geen markt meer voor 98cc-motoren.